# 特勒布尼茨
特勒布尼茨是德国图林根州的一个市镇。总面积2.17平方公里，总人口454人，其中男性231人，女性223人（2011年12月31日），人口密度209人/平方公里。